# Konrád Nagy
Pour les articles homonymes, voir Nagy.
Konrád Nagy (né le 26 mars 1992 à Debrecen) est un sportif hongrois spécialiste de patinage de vitesse et de short-track.